# Barthood
Barthood, llamado La vida de Bart en Hispanoamérica, es un episodio perteneciente a la vigesimoséptima temporada de la serie animada Los Simpson, fue emitido originalmente el 13 de diciembre de 2015 en EE. UU.. El episodio fue escrito por Dan Greaney y dirigido por Rob Oliver. Es el sexto episodio de seis que tratan sobre el futuro (junto con Lisa's Wedding, Bart to the Future, Future-Drama y Holidays of Future Passed y Barthood) pero este es basado en la película Boyhood del 2014 siendo una parodia de la misma.

## Sinopsis
El episodio comienza con Homer y su hijo de seis años de edad Bart, recostados sobre el césped. Cuando Bart le pregunta cosas sobre la naturaleza a su padre, Homer le pregunta por qué dejó sus coches de juguete en la escalera, lo que al final le termina provocando una terrible caída. La familia decide llevar a Bart a la casa del abuelo Simpson para así alejarlo de Homer. Cuando Bart le pregunta al abuelo si quiere jugar con coches de juguete, él se recuerda de un viejo coche que había comprado en 1954 y que lo había olvidado. Bart le pregunta si puede sentarse en el coche, pero el abuelo le responde que en realidad puede conducirlo.  
El episodio realiza un rápido avance de dos años en el futuro (8 años), con Bart todavía conduciendo el coche del abuelo y llegando tarde a su clase de lectura. El Profesor Frink intenta enseñarle a leer sin mucho éxito, y descubre que Lisa, que es dos años más joven, puede leer casi a la perfección. Más tarde, Lisa pinta un barco en el mar, el cual Marge decide colocar arriba del sofá (la pintura del barco de la serie). Bart revela que él hizo una pintura en toda la cocina. Mientras Homer está pintando las paredes y los muebles en su color original, Bart trata de impresionar a Lisa tratando de conducir el coche de Homer, pero atraviesa la pared de la cocina y casi golpea a su padre. Homer y Marge deciden ir a una psicóloga para ver por qué su hijo se comporta así. La psicóloga le dice que es debido a la falta de atención por parte de Homer y que deben ir a acampar juntos. Pero en lugar de llevar al niño a acampar, Homer lo lleva a una parada en un motel para ver hockey sobre hielo, cosa que entristece aún más a Bart. De vuelta en casa, descubre que Lisa es la estudiante del mes en la Escuela Primaria de Springfield (a pesar de que sólo ha estado allí durante un mes), mientras que Bart ha estado allí durante dos años y no se ha ganado nada. Homer trata de reconciliarse con él diciendo que ama a ambos por igual: un 40 %. Bart hace una pegatina para el coche de Homer, pero él la ignora porque no hay más espacio para las etiquetas en su parachoques.  
El episodio nuevamente hace un rápido avance en el tiempo y muestra el cumpleaños número 12 de Bart, donde Lisa da la noticia de que ella es la estudiante del mes en la escuela de Springfield durante 48 meses consecutivos. Bart se enoja porque su hermana lo puede eclipsar incluso en su fiesta de cumpleaños, por lo que decide ir en monopatín con Milhouse. Ellos deciden romper farolas, pero Milhouse es arrestado y llevado al reformatorio, mientras que Bart se esconde en la residencia de personas mayores, donde el abuelo le da una BMX.  
Tres años más tarde, Bart, ahora con 15 años, es bueno haciendo acrobacias con su bicicleta. Marge y Lisa van a un campamento juntos, dejando solos a Homer y Bart. Marge menciona que esta podría ser la última oportunidad de que Homer tenga una estrecha relación con Bart, pero ellos hablan solo unos segundos, y Homer lo deja solo en casa una vez más. Bart hace una fiesta en su casa y encuentra a Homer fumando marihuana, quien le revela que era exactamente igual a él, pero que cuando Bart nació decidió dejar de comportarse como un niño. Se abrazan entre sí, pero su momento se arruina cuando Homer le menciona que no va a ir a ninguna parte ni va a hacer nada.  
Bart va a la tumba del abuelo, de donde saca la idea de ir a una competición de BMX, en donde sabe que nunca se verá ensombrecido por Lisa. Sin embargo, en uno de sus trucos, él se distrae por la sombra de Lisa, se golpea contra el suelo demasiado fuerte y queda inconsciente, pero luego descubre que recupera la conciencia gracias a Lisa, quien es proclamada entonces como una heroína, lo que lo hace sentirse aún más enojado. Bart decide hacer caricaturas en el puerto, donde es invitado a la fiesta de graduación de Milhouse. Él se resiste a ir porque su hermana se va a graduar el mismo año que ellos, pero decide ir de todos modos. En la fiesta, los padres de Milhouse luchan frente a él, por lo que Lisa intenta hacerlo sentirse feliz diciéndole que está «más lindo que nunca», lo que provoca que Milhouse le responda que ella es lo mejor en la fiesta. Bart se pone furioso de que siempre sea el segundo mejor Simpson en todo, pero Lisa se enfrenta a él diciendo que está cansada de que él la culpe de cada revés en su vida, que es un buen artista, y que a pesar de ello nunca hace nada con su talento. Bart decide tomar la rabia de su hermana como un consejo.  
Dos años más tarde, Bart abre una tienda de personalización de bicicletas, donde es sorprendido por Nelson, quien le quiere devolver el dinero de todos los almuerzos que le había robado en la escuela, dándole un total de $5 000 dólares a Bart. También se sorprendió al ver que Lisa y Nelson están saliendo (nuevamente). Les muestra una pintura gigante en una pared, que muestra varios momentos de su vida (Desde el comienzo en el césped hasta la caída de la bicicleta). Lisa se da cuenta de que ella no está en ninguna parte de la pintura, por lo que Bart abre una de las puertas de la tienda y les muestra una pintura gigante que había hecho como homenaje a una de sus hermanas favoritas, Lisa. Nelson descubre que Bart es en realidad El Barto.  
De vuelta en el césped, Homer finalmente le responde a Bart (ahora un adulto) las preguntas en detalle (entre otras cosas, que el césped en donde están acostados es verde porque es artificial) y termina por asesorar a su hijo de fingir estar en el teléfono si alguien trata de pedirle algo, cosa que pone inmediatamente en acción cuando Bart trata de hacerle otra pregunta.

## Recepción
En su estreno inicial en los Estados Unidos el 13 de diciembre de 2015, obtuvo un índice de audiencia de 2,4 Nielsen y fue visto por 5,97 millones de televidentes, siendo el programa más visto de Fox esa noche.
Dennis Perkins de The A.V. Club le dio al episodio una C diciendo, «Este Boyhood (adolescencia) esta inspirado en el episodio de los simios Simpson, utilizando el truco narrativo de Richard Linklater y su película para mayores de edad, perdiendo el punto casi por completo. En lugar de utilizar la estructura del lapso de tiempo para dar una nueva visión de la mente de Bart Simpson, el guion de Dan Greaney simplemente rehace los mismos viejos chistes de la serie utilizando personajes viejos con diferentes cortes de pelo. A medida que pasan las oportunidades perdidas, Barthood es especialmente descorazonador».
Tony Sokol de Den of Geek dio al episodio un 4 de 5, diciendo que el episodio «estaba bien hecho e inteligente, conmovedor y divertido, pero fue un episodio silenciado. En general, los Simpsons utilizan la parodia de películas como un trampolín para la demencia, pero a veces son un poco demasiado reverénciales. Se mantuvieron fieles al estilo y la sensación del original y lo usaron para reenviar las caracterizaciones. Pero como en la mayoría de los episodios futuros de los Simpsons, se contradicen y se contradicen. Este fue un episodio inspirado que se mantuvo en el lado seguro».